# Premio Kossuth
Il premio Kossuth (in ungherese Kossuth-díj) è un premio sponsorizzato dallo stato ungherese che prende il nome dal politico e rivoluzionario ungherese Lajos Kossuth. È stato istituito nel 1948 (in occasione del centenario della rivoluzione del 15 marzo) dalla Assemblea nazionale dell'Ungheria per riconoscere gli eccezionali successi personali o di gruppo di persone nei campi della scienza, della cultura e delle arti.

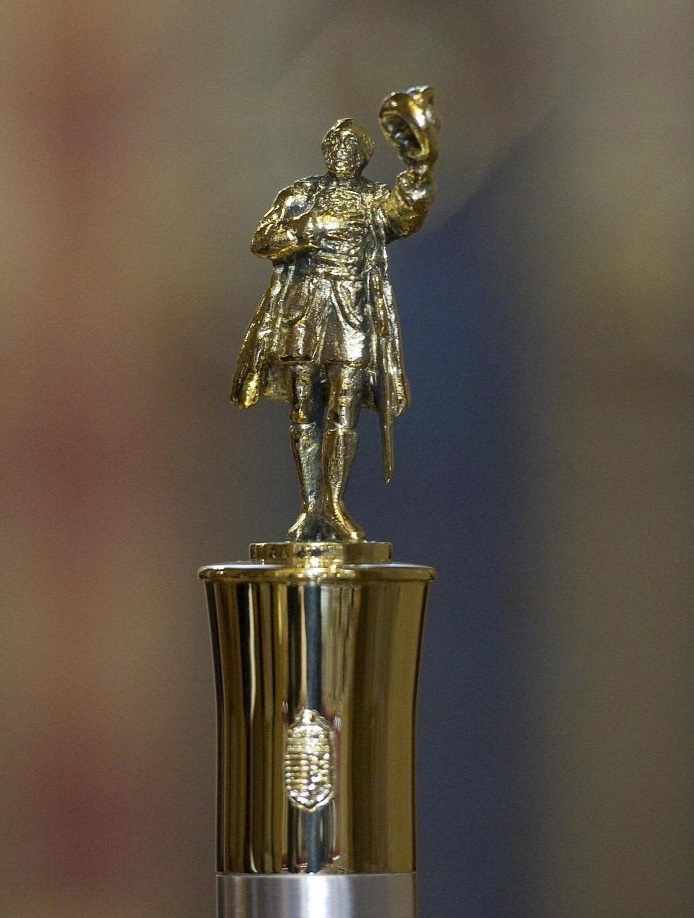
Premio Kossuth dopo 1990

Nel 1963, l'assegnazione del premio è stata riservata agli esponenti alla cultura e alle arti. È oggi considerato il più prestigioso riconoscimento culturale in Ungheria e viene assegnato dal presidente.

## Personalità premiate[1]
- István Csók (1948 e 1952)
- Ferenc Erdei (1948 e 1962)
- Milán Füst (1948)
- Éva Ruttkai (1948 e 1960)
- Pál Turán (1948 e 1952)
- Béla Balázs (1949)
- Jenő Egerváry (1949)
- Annie Fischer (1949, 1955, 1965)
- Ferenc Mérei (1949)
- Ági Mészáros (1949, 1954)
- Sándor Veress (1949)
- László Kalmár (1950)
- Kálmán Latabár (1950)
- Péter Veres (1950 e 1952)
- Leó Weiner (1950 e 1960)
- János Görbe (1951)
- László Heller (1951)
- László Lajtha (1951)
- Klári Tolnay (1951 e 1952)
- Margit Dajka (1952)
- Miklós Gábor (1953)
- Andor Ajtay (1954)
- Jenő Barcsay (1954)
- Gyula Gózon (1954)
- Péter Kuczka (1954)
- Lajos Bárdos (1955)
- Ferenc Bessenyei (1955)
- Zoltán Fábri (1955)
- Albert Fonó (1956)
- Gyula Kaesz (1956)
- László Ranódy (1956)
- Jenő Ádám (1957)
- Miklós Borsos (1957)
- Manyi Kiss (1957)
- László Németh (1957)
- Mór Korach (1958)
- Quartetto Tátrai (1958)
- Iván Berend (1961)
- Tibor Czibere (1962)
- István Vas (1962, 1985)
- Ákos Császár (1963)
- Róbert Ilosfalvy (1965)
- Pál Lukács (1965)
- László Nagy (1966)
- Imre Sinkovits (1966)
- Sándor Szokolay (1966)
- Erzsébet Házy (1970)
- Líviusz Gyulai (1973 e 2004)
- Miklós Jancsó (1973 e 2006)
- Ferenc Sánta (1973)
- Miklós Erdélyi (1975)
- Iván Darvas (1978)
- Dezső Ránki (1978 e 2008)
- János Pilinszky (1980)
- László Márkus (1983)
- Géza Ottlik (1985)
- András Szőllősy (1985)
- Dezső Garas (1988)
- Iván Mándy (1988)
- Miklós Szentkuthy (1988)
- Sándor Márai (1989)
- Attila Bozay (1990)
- György Cserhalmi (1990)
- Sándor Csoóri (1990)
- Ernő Dohnányi (1990) (postumo)
- Sándor Eckhardt (1990)
- Tihamér Gyarmathy (1990)
- Gyula Hajnóczi (1990)
- Béla Hamvas (1990)
- Zoltán Huszárik (1990)
- Zoltán Latinovits (1990) (postumo)
- Gyula Laziczius (1990)
- Imre Makovecz (1990)
- Sándor Márai (1990)
- Márta Mészáros (1990)
- Dorottya Udvaros (1990)
- Ferenc Farkas (1991)
- István Gaál (1991)
- Sándor Szabó (1991)
- Péter Nádas (1992)
- Sándor Kányádi (1993)
- Sándor Reisenbüchler (1993)
- Ferenc Bán (1994)
- György Faludy (1994)
- Tamás Lossonczy (1994)
- Adrienne Jancsó (1995)
- Péter Esterházy (1996)
- József Király (1996)
- György Petri (1996)
- András Schiff (1996)
- Péter Gothár (1997)
- Jenő Jandó (1997)
- Imre Kertész (1997)
- Éva Marton (1997)
- Géza Hofi (1998)
- József Gregor (1999)
- János Kass (1999)
- Márta Sebestyén (1999)
- Károly Eperjes (1999)
- Péter Korniss (1999)
- József Soproni (1999)
- Mari Törőcsik (1999)
- Lívia Gyarmathy (2000)
- Miklós Kocsár (2000)
- Gáspár Nagy (2000)
- Géza Böszörményi (2000)
- János Bródy (2000)
- Enikő Eszenyi (2001)
- Zoltán Jeney (2001)
- Margit Bara (2002)
- Péter Eötvös (2002)
- El Kazovsky (2002)
- Aladár Pege (2002)
- András Bálint (2003)
- Ádám Bodor (2003)
- Éva Janikovszky (2003)
- György Ligeti (2003)
- László Marton (2003)
- Béla Tarr (2003)
- Amadinda Percussion Group (2004)
- Gergely Bogányi (2004)
- László Krasznahorkai (2004)
- Andrea Rost (2004)
- Gyula Bodrogi (2005)
- Zoltán Kocsis (2005)
- György Szomjas (2005)
- Pál Závada (2005)
- Eszter Csákányi (2006)
- Iván Fischer (2006)
- János Herskó (2006)
- János Kulka (2006)
- György Spiró (2006)
- Erzsébet Szőnyi (2006)
- Zorán Sztevanovity (2006)
- Sándor Zsótér (2006)
- László Gálffi (2007)
- Gábor Görgey (2007)
- András Kern (2007)
- Ferenc Kósa (2007)
- András Ligeti (2007)
- Miklós Perényi (2007)
- Ernő Rubik (2007)
- Judit Elek (2008)
- Ádám Fischer (2008)
- Zsuzsa Koncz (2008)
- Péter Kovács (2008)
- Dezső Ránki (2008)
- Mihály Balázs (2009)
- Gábor Máté (2009)
- László Rajk Jr. (2009)
- Pál Sándor (2009)
- Gyula Maár (2010)
- Ferenc Rados (2010)
- László Vidovszky (2010)
- Ágota Kristóf (2011)
- István Nemeskürty (2011)
- István Orosz (2011)
- Judit Reigl (2011)
- Ferenc Rófusz (2011)
- György Szabados (2011)
- Gábor Czakó (2011)
- Ákos (2012)
- Kati Kovács (2014)[2]
- Atilla Kiss B. (2014)
- Fecó Balázs (2016)
- László Nemes (2016)
- Ildikó Komlósi (2016)
- Géza Röhrig (2016)